# Tapada da Ajuda
Tapada da Ajuda, également appelée Tapada Real de Alcântara et Tapada de Alcântara, est un espace vert avec des bâtiments historiques situé à Lisbonne, dans la paroisse d'Alcântara.
Il occupe un domaine clos de murs d'une centaine d'hectares, avec entrée libre et gratuite. L'entrée principale est située sur Calçada da Tapada, dans le quartier d'Ajuda.

## Description
Dans cet espace, correspondant à une ancienne enceinte royale et bordant au nord le parc forestier de Monsanto, se trouvent l'Observatoire astronomique de Lisbonne, l'Institut supérieur d'agronomie, un pavillon d'exposition et les terrains de jeux de l'Institut d'agronomie (rugby...). Au point culminant de la Tapada, à côté du repère géodésique (134 m de haut), se trouve un belvédère qui offre un vaste panorama sur le Tage.
En 1900, il reçut les biens du Musée agricole et forestier de Lisbonne, qui se trouvaient jusqu'alors dans le Palácio da Independência.
Le domaine de Tapada da Ajuda est classé comme immeuble d'intérêt public depuis 2002.